# Rhododendron maculiferum
Rhododendron maculiferum är en ljungväxtart. Rhododendron maculiferum ingår i släktet rododendron, och familjen ljungväxter.

## Underarter
Arten delas in i följande underarter:
- R. m. anhweiense
- R. m. maculiferum